# یاخناو
یاخناو (به آلمانی: Jachenau) یک شهر در آلمان است که در بایرن واقع شده‌است.

## خصوصیات
یاخناو ۱۲۸٫۶۳ کیلومترمربع مساحت دارد ۷۹۰ متر بالاتر از سطح دریا واقع شده‌است.